# Gerald Mayr
Pour les articles homonymes, voir Mayr.
Gerald Mayr est un paléontologue allemand spécialiste de l'avifaune de l'Éocène et de la taxinomie supérieure des oiseaux. Il est conservateur de l'ornithologie au Forschungsinstitut Senckenberg dépendant du Muséum Senckenberg à Francfort-sur-le-Main.

## Biographie
Mayr a obtenu son doctorat en 1997 à l'Université Humboldt de Berlin ("Coraciiforme" et "piciforme" petits oiseaux de l'Éocène moyen de la fosse de Messel (Hesse, Allemagne)) et est conservateur de l'ornithologie à l'Institut de recherche Senckenberg à Francfort, où il travaille depuis 1997.
Il s'est particulièrement intéressé à la faune aviaire du Paléogène  et est spécialiste des oiseaux fossiles de la Fosse de Messel,.
Parmi ses premières descriptions se trouve l'oiseau pseudo-denté éteint Pelagornis chilensis du Chili (avec David Rubilar), qui vivait sur la côte du Chili au Miocène il y a 5 à 10 millions d'années et avait la plus grande envergure (plus de 5 m) de tout oiseau fossile à ce jour.
Il a également examiné avec des collègues la onzième découverte d'Archaeopteryx (spécimen de Thermopolis) et a trouvé des indications claires d'une relation avec des théropodes (tels que Deinonychosauria ou Dromaeosauridae). En outre, la découverte manquait également d'une caractéristique d'oiseau claire qui était auparavant négligée dans les autres spécimens ou qui n'était pas aussi clairement visible : l'orteil postérieur n'est pas pointé vers l'arrière, mais évasé sur le côté.
En 2022, aux côtés de Thomas Lechner et Madelaine Böhme (en), Mayr a décrit Allgoviachen tortonica, un nouveau genre et une nouvelle espèce d'oiseau anatidé des carrières d'argile de Hammerschmiede en Bavière, en Allemagne.

## Publications
: document utilisé comme source pour la rédaction de cet article.
- Paleogene Fossile Birds, Springer Verlag 2009
- Die Vogelschar vor Fink und Star: Paläogene Vögel, Biologie in unserer Zeit, Band 37, 2007, Heft 6, S. 376–382.
- Avec Stefan Peters, Karin Böhm: Ausgestorbene und gefährdete Vögel in den Sammlungen des Forschungsinstitutes und Naturmuseums Senckenberg, Abhandlungen der Senckenbergischen Naturforschenden Gesellschaft 560, 2004

## Récompenses ou hommages
- 2013: Maria-Koepcke-Preis der Deutschen Ornithologen-Gesellschaft[9]